# Cathédrale américaine de Paris
Pour les articles homonymes, voir Cathédrale de la Sainte-Trinité.
Ne doit pas être confondu avec Église américaine de Paris, Église de la Sainte-Trinité de Paris ou Cathédrale de la Sainte-Trinité de Paris (orthodoxe russe).
La cathédrale américaine de Paris (en anglais : American Cathedral in Paris), également cathédrale de la Sainte-Trinité (Cathedral of the Holy Trinity), est une église de Paris datant de la fin du XIXe siècle, de culte anglican et servant de cathédrale à la Convocation des Églises épiscopaliennes en Europe de l'Église épiscopalienne des États-Unis. Elle est située au 23, avenue George-V dans le quartier des Champs-Élysées du 8e arrondissement.

## Historique
L'église de la Sainte-Trinité américaine est construite à partir de 1881 dans un style néogothique sur les plans de l'architecte anglais George Edmund Street. Elle est la première église épiscopalienne américaine édifiée hors du territoire américain. Le premier service religieux se déroule le 12 septembre 1886. L'église est consacrée le 25 novembre 1886. Les vitraux de l'édifice, au nombre de 42, sont réalisés par le verrier James Bell, entre 1883 et 1893, sur le thème du Te Deum.
L'édifice est ensuite complété par une flèche, dessinée en 1904-1906 par Arthur Edmund Street, fils de l'architecte original, décédé entre-temps. En 1911, l'architecte Pett construit le presbytère, et en 1923, un mémorial dédié aux soldats américains morts pendant la Première Guerre mondiale est ajouté. Le 18 mars 1923, l'église est consacrée comme cathédrale et siège de la convocation des Églises épiscopaliennes d'Europe.
La cathédrale et son clocher, ainsi que la galerie couverte bordant sa façade sud, sont inscrits aux monuments historiques par un arrêté du 27 août 1997.

## L'orgue

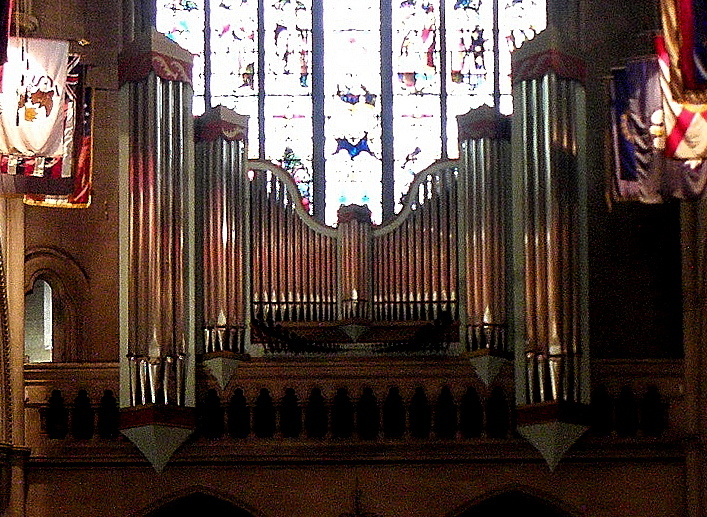
Grand chœur de l'orgue de la cathédrale.

Composition

| Grand-Orgue 61 notes |
| Diapason 16'         |
| Bourdon 16'          |
| Montre 8'            |
| Bourdon 8'           |
| Flûte harmonique 8'  |
| Violoncelle 8'       |
| Prestant 4'          |
| Flûte 4'             |
| Quinte 2' 2/3        |
| Doublette 2'         |
| Plein Jeu III-V      |
| Basson 16'           |
| Trompette 8'         |
| Clairon 4'           |

| Positif expressif 61 notes |
| Principal 8'               |
| Bourdon 8'                 |
| Flûte 8'                   |
| Dulciane 8'                |
| Voix angélique 8'          |
| Prestant 4'                |
| Flûte douce 4'             |
| Nazard 2' 2/3              |
| Doublette 2'               |
| Tierce 1' 3/5              |
| Trompette 8'               |
| Clarinette 8'              |
| Trémolo                    |

| Récit expressif 61 notes |
| Quintaton 16'            |
| Diapason 8'              |
| Flûte traversière 8'     |
| Viole de gambe 8'        |
| Voix céleste 8'          |
| Flûte octaviante 4'      |
| Octavin 2'               |
| Larigot 1'1/3            |
| Plein Jeu III-V          |
| Cornet III-V             |
| Bombarde 16'             |
| Trompette 8'             |
| Basson hautbois 8'       |
| Voix humaine 8'          |
| Clairon 4'               |
| Trémolo                  |

| Solo expressif 61 notes |
| Philomela 8'            |
| Viole 8'                |
| Voix céleste 8'         |
| Tuba 8'                 |
| French horn 8'          |
| Trémolo                 |

| Grand Chœur 61 notes |
| Montre 16'           |
| Montre 8'            |
| Bourdon 8'           |
| Prestant 4'          |
| Doublette 2'         |
| Grand Cornet V       |
| Grosse Fourniture II |
| Plein jeu IV         |
| Cymbale III          |
| Trompette 8'         |
| Chamade 8'           |
| Chamade 4'           |

| Pédale 32 notes |
| Soubasse 32'    |
| Violoncelle 32' |
| Contrebasse 16' |
| Soubasse 16'    |
| Violoncelle 16' |
| Quinte 10' 2/3  |
| Flûte 8'        |
| Bourdon 8'      |
| Violoncelle 8'  |
| Bourdon 4'      |
| Bombarde 32'    |
| Bombarde 16'    |
| Trompette 8'    |
| Clairon 4'      |

## Galerie

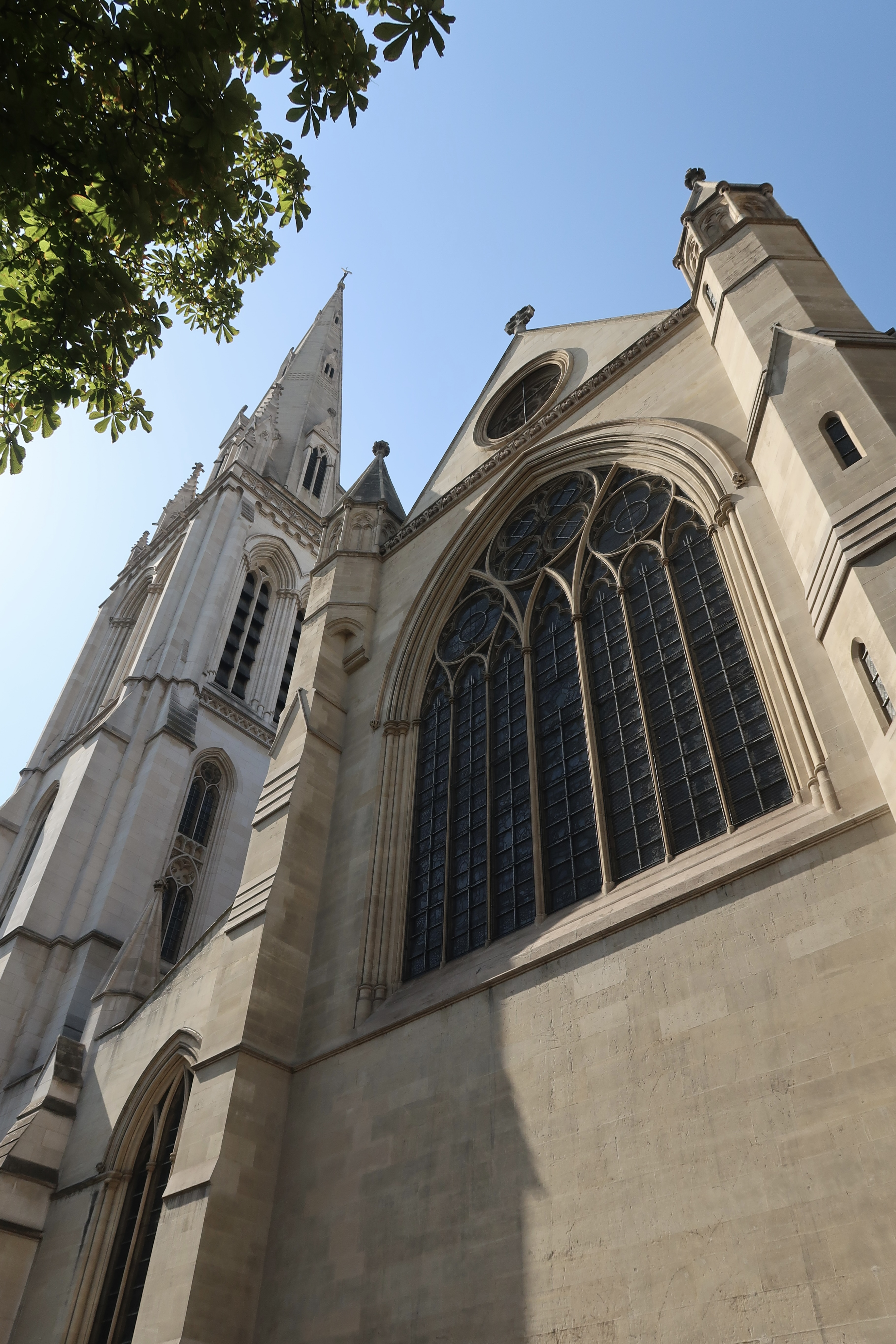
Cathédrale américaine de Paris.
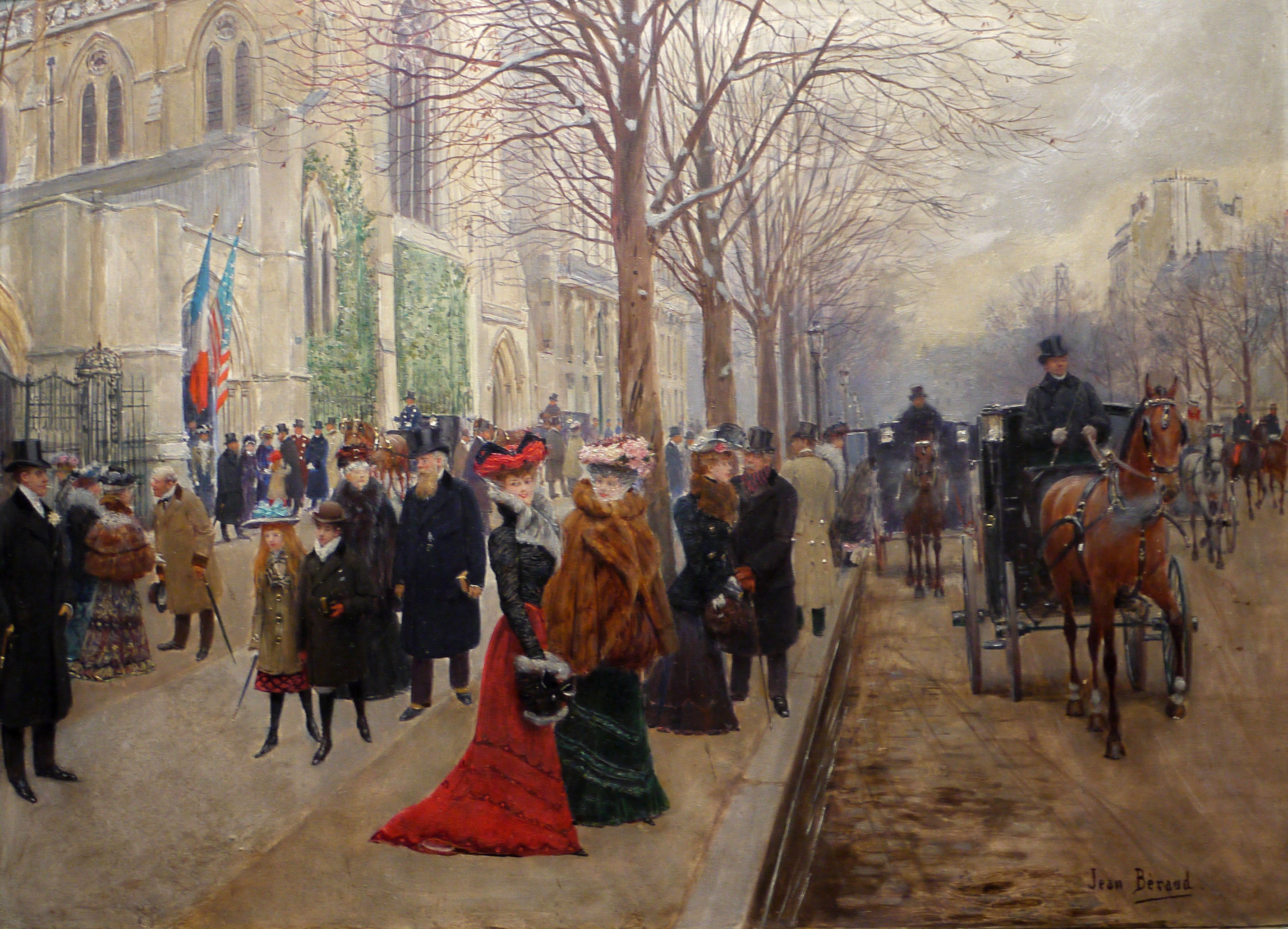
Après l'office à l'église de la Sainte-Trinité, vers 1900. Tableau de Jean Béraud, musée Carnavalet.
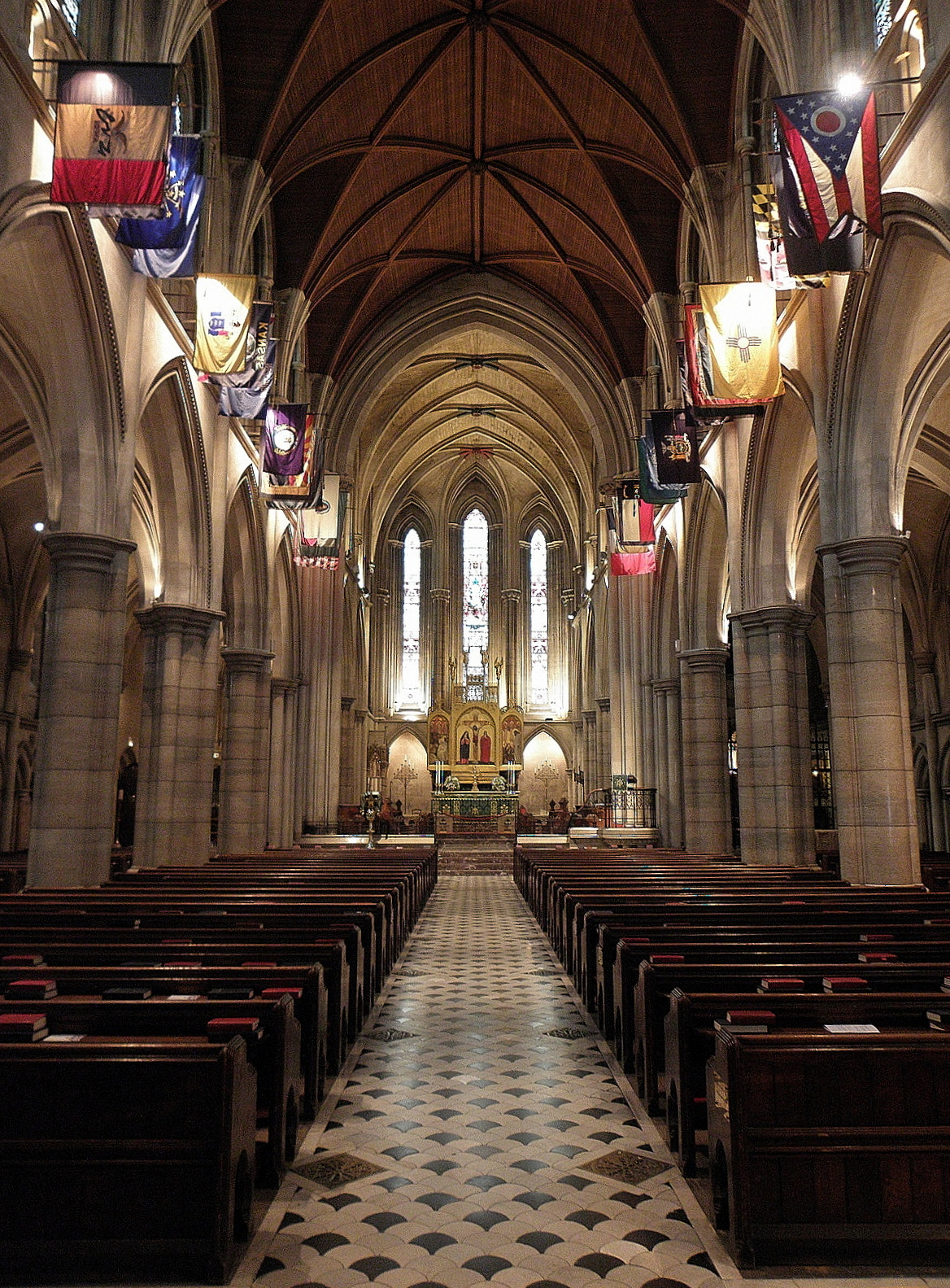
Intérieur de la cathédrale.